# 三铢

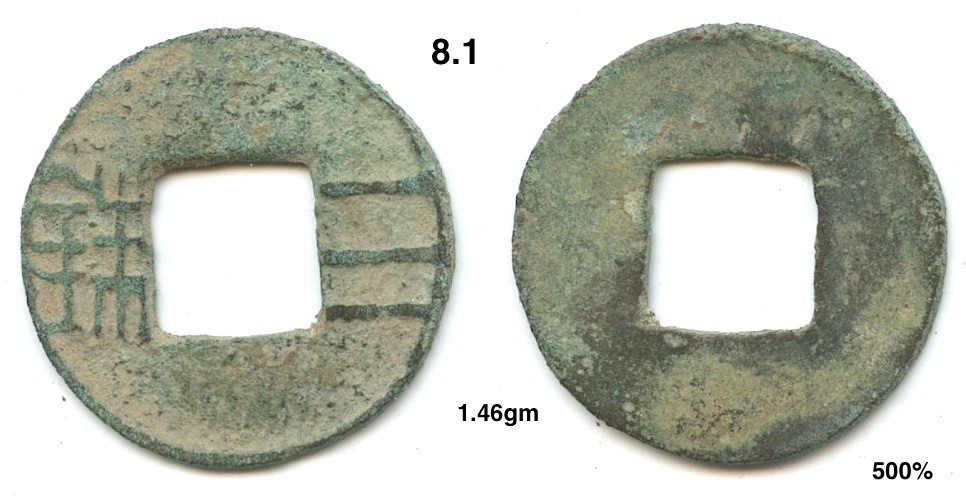
三銖錢

三铢是一种中国漢朝古代铜币。铸于汉武帝建元元年（公元前140年），停鑄於建元五年（公元前136年）。另一說為鑄於漢武帝元狩四年（公元前119年），停鑄於元狩五年（公元前118年）。錢文有篆書「三铢」二字，故名。
自漢朝建國後，一直沿用秦代的半兩錢，並逐漸減重，在漢初先後推出了榆莢半兩、四銖半兩、八銖半兩等減重錢幣。因為錢幣的實際重量與計重不符，因而引起社會通貨膨脹，導致社會動蕩。漢武帝繼位後，重用賢臣推行幣制改革，發行重量為三銖的三銖錢取代沿用已久的漢初半兩錢，不久又改三銖錢為五銖錢，成為漢武帝時期最重要的經濟改革。
三銖錢雖然推行時間很短，但是作為從半兩到五銖之間的過渡品種，是自半兩錢以來的第一次錢幣幣文改革，為以後推行的五銖錢提供了借鑒和經驗，同時對研究漢代的政治、經濟、文化都具有重要的參考作用。